# Leopold Weininger
Leopold Weininger (* 31. Januar 1854 in Wien; † 1. April 1922 ebenda) war ein österreichischer Goldschmied. Er war der Vater des Philosophen Otto Weininger.

## Familie
Weininger war der Sohn des Kaufmanns Salomon Weininger (* 1822), der in den Jahren 1841 bis 1847 in der Stadt Krems (Niederösterreich) arbeitete und um das Jahr 1853 nach Wien übersiedelte, nachdem sein Lagerhaus abgebrannt war. Er stammte aus einer bürgerlich-jüdischen Familie, war wohlhabend, wohlassimiliert und  germanophil. Er verehrte die Musik Richard Wagners. Seine Ehefrau Adelheid Adele Weininger (geborene Frey, 10. April 1857 – 31. Oktober 1909) starb mit 55 Jahren in Wien an Tuberkulose. Zwei ihrer gemeinsamen sechs Kinder (Helene [3] und Franz [14]) starben vor ihrem 18. Lebensjahr. Ein weiterer Sohn, Otto Weininger (3. April 1880 – 4. Oktober 1903), beging im Alter von 23 Jahren Suizid. Ein jüngerer Sohn, Richard Weininger, starb hochbetagt auf seinem Landsitz bei New York. Die Tochter Karoline Kellert-Weininger (1898–1969) hatte einen Sohn Friedrich Kellert (1921–1970).

## Arbeit
Weiningers Arbeiten umfassten Gold-, Silber- und Juwelenarbeiten. Im Jahr 1883 wurde er Goldschmiedemeister. 1909 wurde er im Branchenverzeichnis der Meisterlisten als Spezialist für Email- und Antik-Imitationen aufgeführt. Emil Lucka, ein Freund Otto Weiningers, beschrieb Leopold Weiningers Arbeit nach dessen Tod 1922 in der Zeitung Neue Freie Presse.

„Die Gebilde seiner Kunst, die aus Gold, Platin, Lapislazuli, Bergkristall, leuchtenden Schmucksteinen aller Art, Email und anderem Schönen und Seltenen zusammengewachsen waren, sind unmodern und wollten unmodern sein. […] Pokale, kunstvolle Uhren, die Bilder des Tierkreises auf kristallener Umrahmung trugen, Schatullen, Dosen und was es sonst sein mochte, alles von ihm erfunden, entworfen und ausgestaltet, wies die Stilarten, die von der Renaissance herkommen, bis etwa zu Ludwig XVI.“

Für Luckas Buch Otto Weininger – Sein Werk und seine Persönlichkeit (1905) verfasste Leopold Weininger ein Nachwort mit dem Titel Erklärung und Berichtigung. Nach dem Selbstmord dieses Sohnes verfasste der Vater eine Grabinschrift (Abbildung):

„Dieser Stein schliesst die Ruhestätte eines Jünglings, dessen Geist hiernieden nimmer Ruhe fand. Und als er die Offenbarungen desselben und die seiner Seele kundgegeben hatte, litt es ihn nicht mehr unter den Lebenden. Er suchte den Todesbezirk eines Allergrössten im Wiener Schwarzspanierhause und vernichtete dort seine Leiblichkeit.“